# Hasemania
Hasemania és un gènere de peixos de la família dels caràcids i de l'ordre dels caraciformes.

## Taxonomia
- Hasemania crenuchoides (Zarske & Géry, 1999)[2]
- Hasemania hanseni (Fowler, 1949)[3]
- Hasemania maxillaris (Ellis, 1911)[4]
- Hasemania melanura (Ellis, 1911)[4]
- Hasemania nambiquara (Bertaco & Malabarba, 2007)[5]
- Hasemania nana (Lütken, 1875)[6][7][8][9][10][11][12][13]